# Christian Braunmann Tullin
Christian Braunmann Tullin (Oslo, entonces llamada Christiania, 6 de septiembre de 1728-21 de enero de 1765) fue un hombre de negocios y poeta noruego, considerado por sus contemporáneos entre los más importantes de su siglo en Noruega y Dinamarca.

## Biografía
Era hijo del próspero comerciante Gulbrand Hansen Tullins (1694-1742), natural de Ringebu, y de Ragnhild Hansdatter Dehli (1695-1765). Desde niño leyó mucho, y en su juventud uno de sus maestros lo atrajo hacia la literatura inglesa, que tuvo una notable influencia en el futuro poeta. Tullin asistió a la escuela catedralicia de Christiania y luego se graduó en la Universidad de Copenhague. Pero, aunque inicialmente había estudiado teología, tras el fallecimiento de su padre y el nuevo casamiento de su madre con el funcionario de aduanas Claus Therkelsen Koefoed creó con este en 1750 una empresa y se dedicó a los negocios con éxito. Fue administrador de la ciudad de Christiania desde 1763, y presidió también la Junta de Aduanas e Impuestos Especiales. En 1760 se casó con Mette Feddersen Kruckow (1725-1809), sobrina del magistrado presidente de Christiania Nicolai Feddersen (1699-1769), quien se hallaba casado con la poetisa Ditlevine Feddersen.
Escribió numerosos poemas y ensayos que se publicaron póstumos en tres volúmenes bajo el título de Samtlige Skrifter ("Obras completas") en Copenhague de 1770 a 1773. El primero contiene su poesía; los otros dos sus ensayos. El poema Maidagen (1758) es su obra más conocida.

## Obras
- Samtlige Skrifter, 3 vols, Kopenhagen 1770–1773.
- Udvalgte Digte. Kopenhagen 1799
- Udvalgte Skrifter. Kopenhagen 1833
- Skrifter i Udvalg. Kopenhagen 1897
- Christian Braunmann Tullins samtlige skrifter, 3 vols. 1972–1976